# Gorjatschi Kljutsch
Gorjatschi Kljutsch (russisch Горячий Ключ) ist eine Stadt mit 30.126 Einwohnern (Stand 14. Oktober 2010) in der Region Krasnodar im südlichen Russland.

## Geografie
Die Stadt liegt an den nördlichen Ausläufern des Großen Kaukasus, am Kuban-Zufluss Psekups. Die Entfernung zur nördlich gelegenen Regionshauptstadt Krasnodar beträgt rund 60 km, die nächstgelegene Stadt ist Adygeisk und befindet sich rund 40 km nördlich von Gorjatschi Kljutsch.

## Geschichte

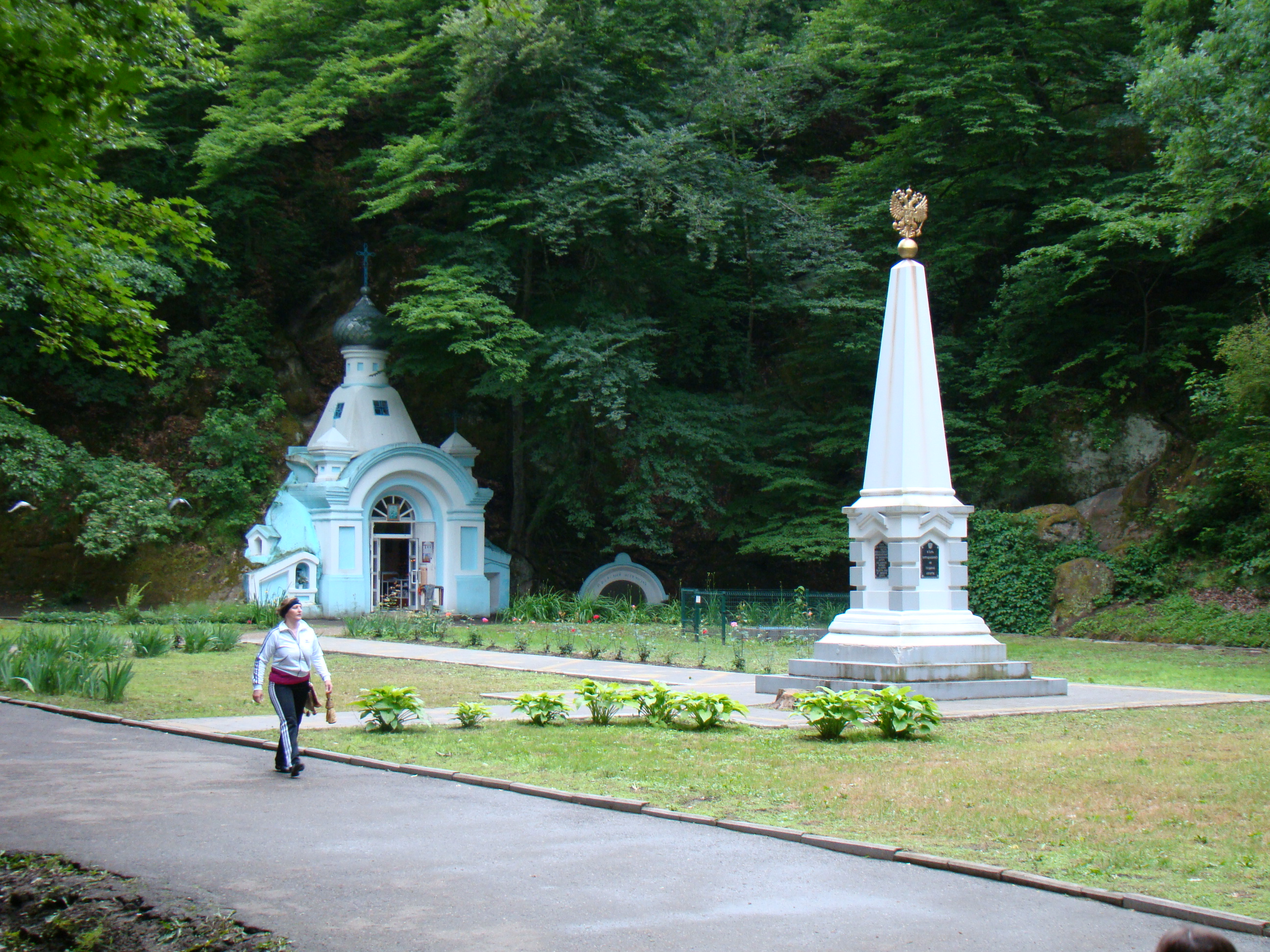
Eine russisch-orthodoxe Kapelle in Gorjatschi Kljutsch (erbaut zu Beginn des 19. Jahrhunderts) und ein Denkmal zu Ehren der Gründer des Kurortes.

Gorjatschi Kljutsch wurde im Jahr 1864 gegründet und war von Anfang an als Kurort konzipiert worden, da sich in der Nähe der heutigen Stadt mehrere Thermalquellen befinden. Daran ist auch der Stadtname angelehnt, der wörtlich übersetzt „heiße Quelle“ bedeutet. Ursprünglich wurden im neu gegründeten Kurort vorwiegend Militärs aus den nahe gelegenen Garnisonen behandelt; in den 1860er-Jahren gab es hier ein Hospital, ein Badehaus und einen Kurpark.
1930 erhielt Gorjatschi Kljutsch, mittlerweile eine überregional bekannte Adresse für Erholungssuchende, den Status einer Kurortsiedlung, seit 1965 hat es den Status einer Stadt.

### Bevölkerungsentwicklung
| Jahr | Einwohner |
| ---- | --------- |
| 1939 | 3.330     |
| 1959 | 9.858     |
| 1970 | 19.808    |
| 1979 | 22.654    |
| 1989 | 25.610    |
| 2002 | 27.693    |
| 2010 | 30.126    |

Anmerkung: Volkszählungsdaten

## Wirtschaft
Die nahe dem Kreuzungspunkt der beiden Fernstraßen M4 und M29 liegende Stadt lebt vorwiegend vom Kurbetrieb, hat kaum Industrie und gilt daher für russische Verhältnisse als ökologisch sehr sauber. Es gibt in Gorjatschi Kljutsch mehrere Sanatorien, die sich auf äußere und innere Behandlung mit sechs Sorten Mineralwässer spezialisieren, die aus insgesamt 17 Quellen in und um die Stadt gewonnen werden. In jüngster Zeit ist hier die Errichtung eines großen Thermalbadekomplexes geplant, bei der auch Spezialisten aus Baden-Baden mitwirken sollen.

## Söhne und Töchter der Stadt
- Galina Kowaljowa (1932–1995), Opernsängerin, Volkskünstlerin der UdSSR